# Хенциньский, Сильвестр
Сильвестр Хенциньский (пол. Sylwester Chęciński; 21 мая 1930, Сусец, Польская Республика —  8 декабря 2021) — польский кинорежиссёр
 и сценарист.

## Биография
В 1956 году окончил режиссёрский факультет Высшей школы кинематографии, театра и ТВ в Лодзи. После нескольких лет работы в качестве помощника режиссёра и второго режиссёра, в 1961 году дебютировал в качестве режиссёра художественных фильмов.
В 1976—1980 годах — заместитель художественного руководителя киностудии «Iluzjon». В 1988—1991 года работал заместителем художественного руководителя киностудии «KADR» .
Как режиссёр снял 19 кинофильмов и телесериалов. Автор 3-х сценариев.
Скончался 8 декабря 2021 года.

## Избранная фильмография
Режиссёр
- 2005 — Прибыли уланы... / Przybyli ułani…
- 1991 — Контролируемые разговоры / Rozmowy kontrolowane
- 1982 — Великий Шу / Wielki Szu
- 1980 — Потому что я помешался для неё / Bo oszalałem dla niej
- 1978 — Роман и Магда / Roman i Magda
- 1977 — Люби или брось / Kochaj albo rzuć
- 1974 — Тут крутых нет / Nie ma mocnych
- 1971 — Первая любовь / Pierwsza milosc (короткометражный)
- 1971 — Бриллиант Раджи / Diament radży
- 1970 — Легенда / Legenda (Польша, СССР)
- 1969 — Только погибший ответит / Tylko umarły odpowie
- 1967 — Все свои / Sami swoi
- 1965 — Катастрофа / Katastrofa
- 1964 — Агнешка 46 / Agnieszka 46
- 1961 — История золотой туфельки / Historia żółtej ciżemki

Сценарист
- 1965 — Катастрофа / Katastrofa
- 1955 — Человек не умирает / Człowiek nie umiera
- 1953 — Лето / Lato

## Награды
- Большой крест Ордена Возрождения Польши (2021, посмертно)[4][5]
- Командорский крест со звездой Ордена Возрождения Польши (2020)[6]
- Командорский крест Ордена Возрождения Польши (2014)
- Кавалерский крест Ордена Возрождения Польши (1974)
- Золотая Медаль «За заслуги в культуре Gloria Artis» (2005)
- Почётный гражданин Вроцлава (2006)
- Почётный гражданин Нижнесилезского воеводства (2015)
- Премия Министерства культуры и искусства Польши второй степени
- Почётная премия — статуэтка «Jańcia Wodnik» на общепольском кинофестивале «Провинциальный 2005» в Вжесне (2005)
- Почётная премия Польской ассоциации кинематографистов на 32-м фестивале польского кино в Гдыне (2007)
- Премия «Хрустальный кабан» за пожизненные достижения на 2-м кинофестивале в Свиднице (2009)
- Премия «Wielki Ukłon» на 6-м Международном фестивале оригинального кино «Квест Европа» в Зелёной Гуре (2010)
- Специальная премия «Платиновые львы» за жизненные достижения на 39-м Гдыньском кинофестивале (2014)
- Премия «Diamentowe Grono» на 44-м Любушском кинофестивале «Лето» в Лагуве (2015)
- Премия польского кино «Орел» в номинации: Премия за жизненные достижения (2017)